# Pheidole madecassa
Pheidole madecassa är en myrart som beskrevs av Auguste-Henri Forel 1892. Pheidole madecassa ingår i släktet Pheidole och familjen myror. Inga underarter finns listade i Catalogue of Life.

## Bildgalleri

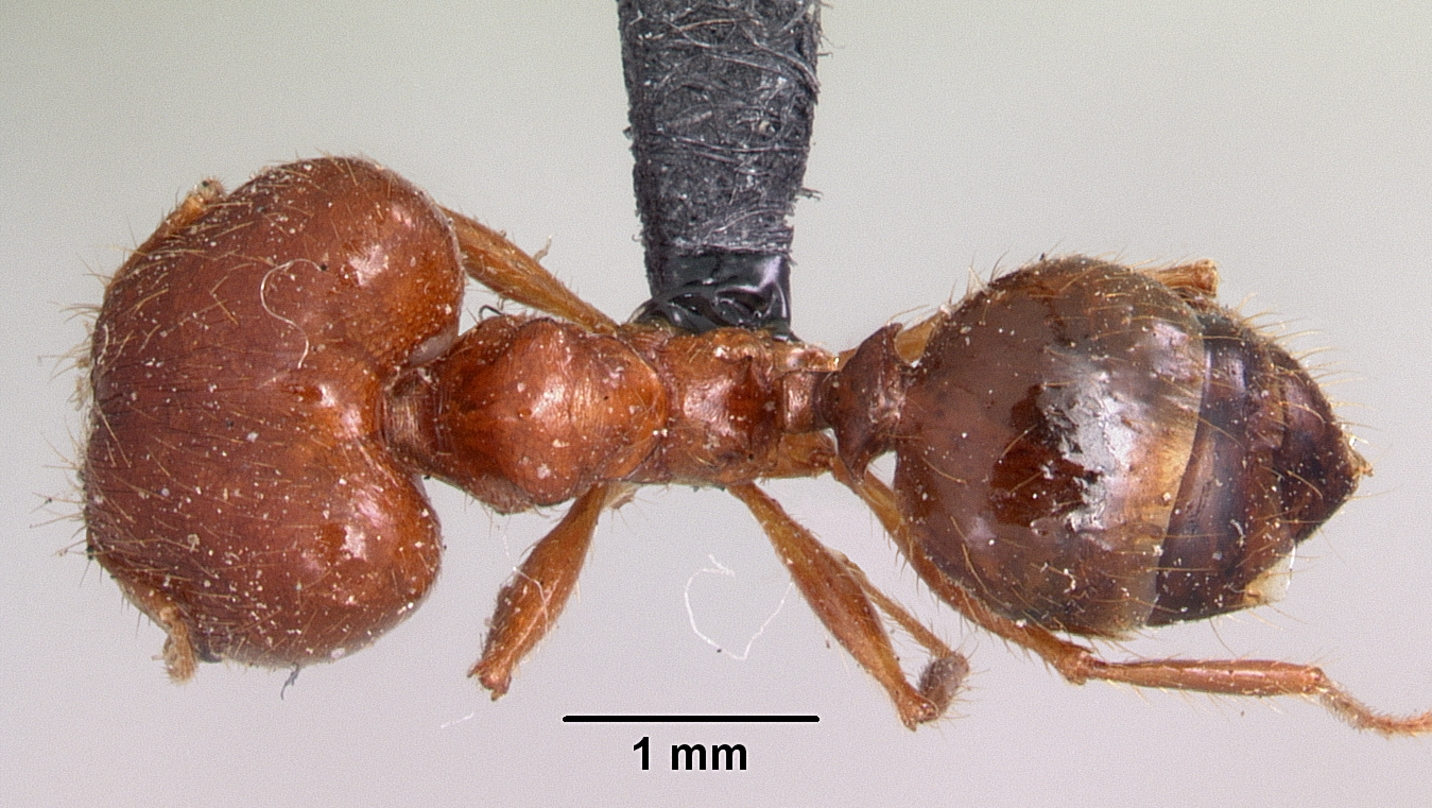
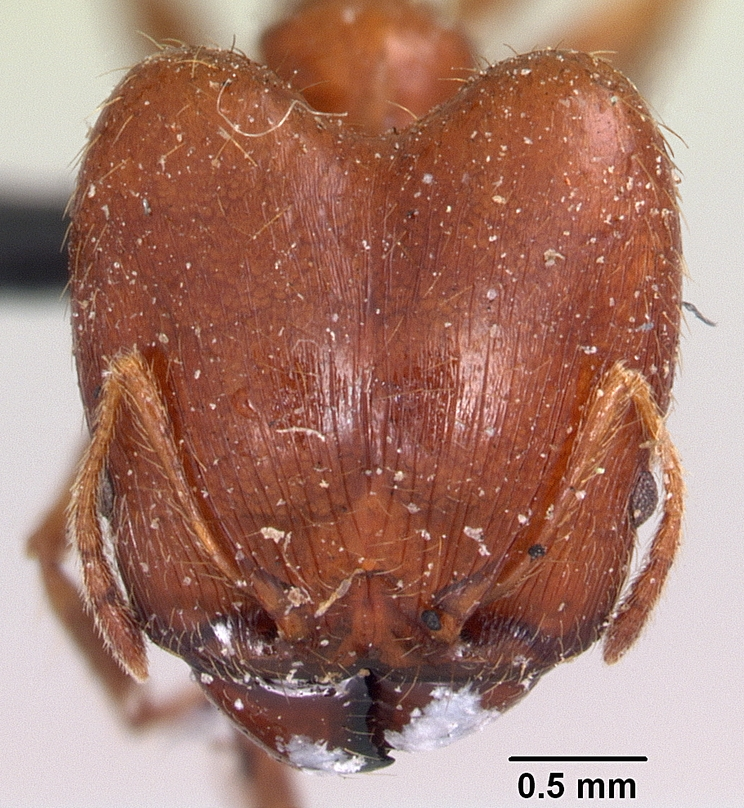
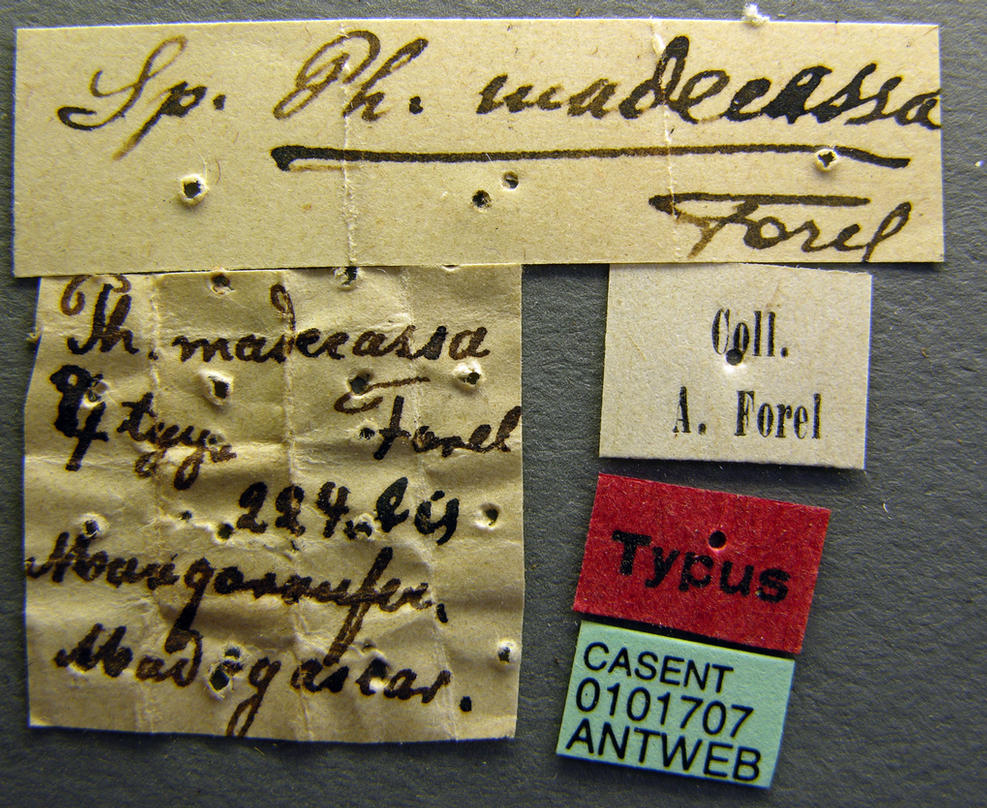
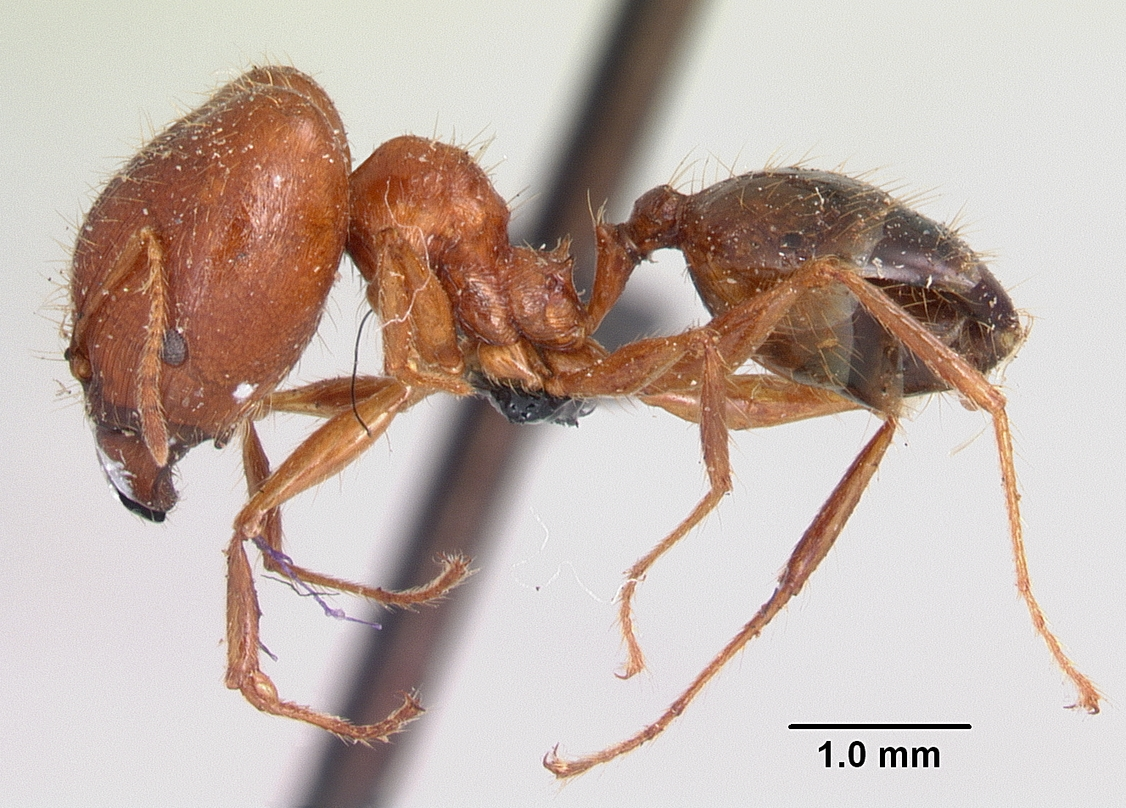
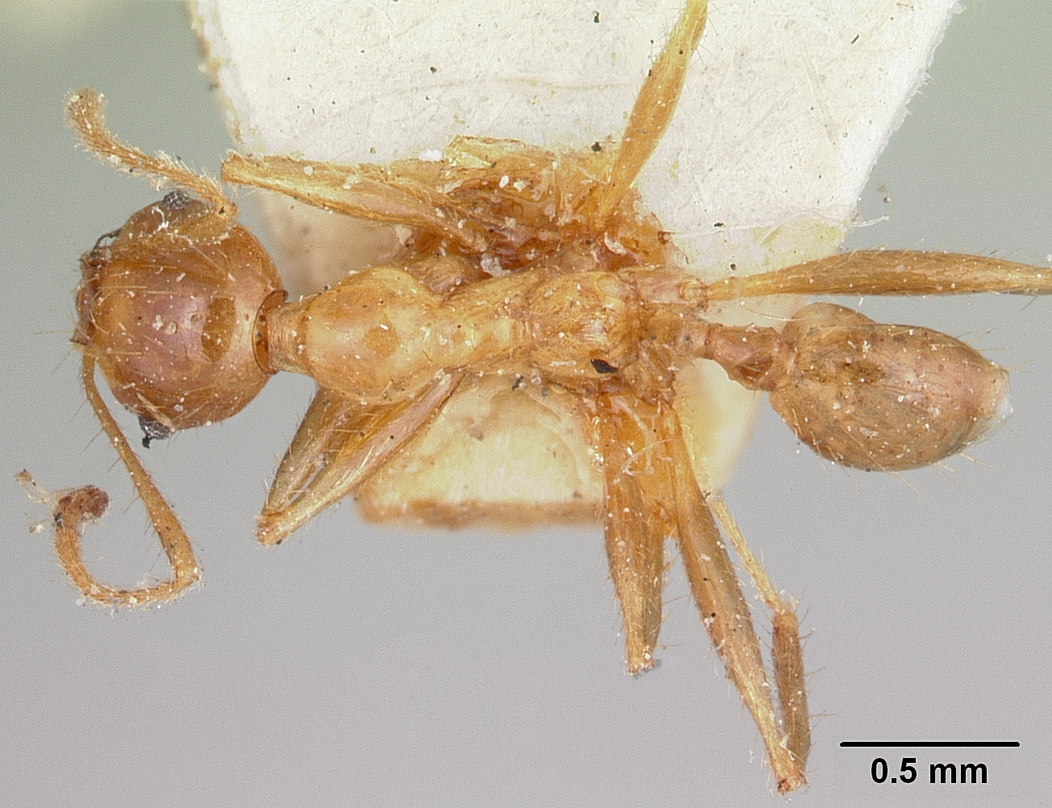
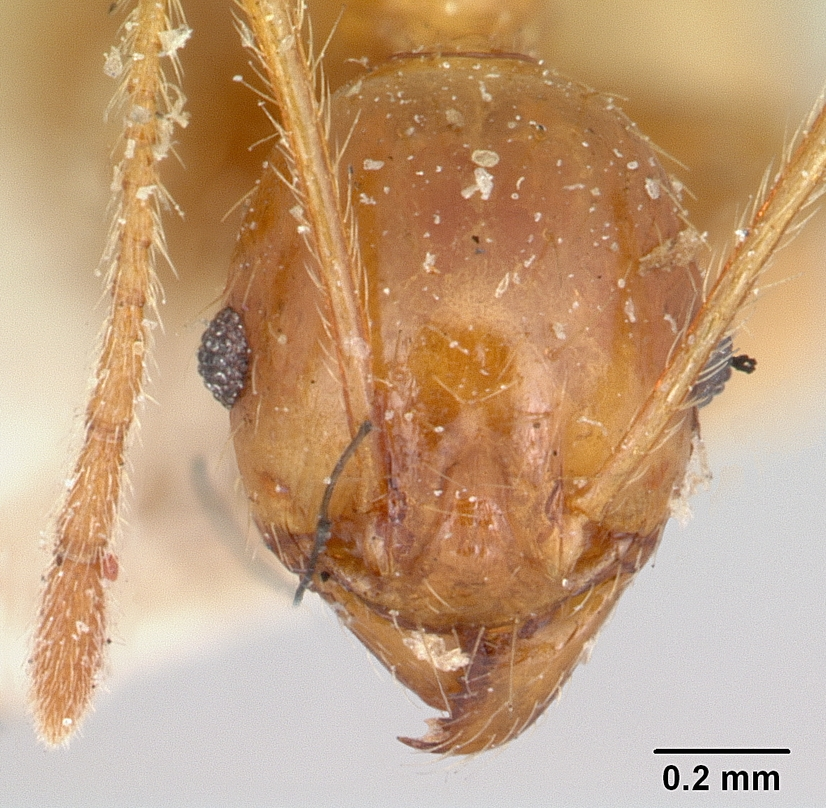